# Rimboval
Rimboval – miejscowość i gmina we Francji, w regionie Hauts-de-France, w departamencie Pas-de-Calais.
Według danych na rok 1990 gminę zamieszkiwało 146 osób, a gęstość zaludnienia wynosiła 21 osób/km² (wśród 1549 gmin regionu Nord-Pas-de-Calais Rimboval plasuje się na 1062. miejscu pod względem liczby ludności, natomiast pod względem powierzchni na miejscu 521.).